# Інститут Мізеса
Інститут австрійської економіки Людвіга фон Мізеса, або Інститут Мізеса (англ. Ludwig von Mises Institute for Austrian Economics, або англ. Mises Institute) — австрійський некомерційний мозковий центр з економіки та лібертаріанства зі штаб-квартирою в Оберні, штат Алабама, США. Він названий на честь економіста австрійської школи Людвіга фон Мізеса (1881–1973).
Інститут було засновано в 1982 році Лью Роквеллом. Одними з перших, хто підтримав інститут були Ф. А. Хайєк, Генрі Гацліт, Мюррей Ротбард, Рон Пол і Берт Блумерт.

## Історія

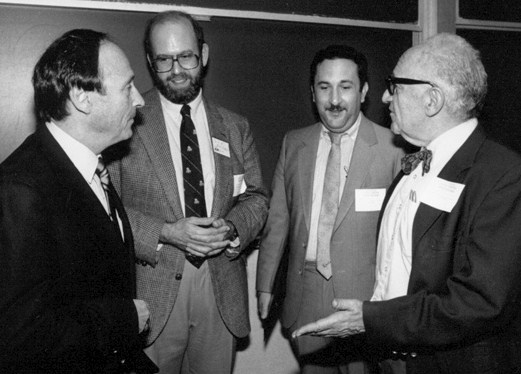
Burton Blumert, Lew Rockwell, David Gordon, and Murray Rothbard

Інститут Людвіга фон Мізеса був заснований у 1982 році Лью Роквеллом. Роквелл, який раніше працював редактором у видавництві Arlington House Publishers, отримав благословення Марґіт фон Мізес під час зустрічі в ресторані Russian Tea Room в Нью-Йорку, і вона була призначена першою головою правління. За словами Роквелла, мотивацією створення інституту було просування конкретного доробку Людвіга фон Мізеса, якого, як він побоювався, ігнорували лібертаріанські інституції, що фінансуються Чарльзом Кохом і Девідом Кохом. Як згадує Джастін Раймондо, Роквелл сказав, що йому зателефонував Джордж Пірсон з Фонду Коха і сказав, що Мізес був занадто радикальним, щоб називати організацію його ім'ям або просувати його ідеї.
Мюррей Ротбард був першим академічним віце-президентом інституту. Пол погодився стати почесним радником і допоміг зі збором коштів на початковому етапі.
Суддя Джон В. Денсон сприяв заснуванню Інституту Мізеса в кампусі Обернського університету. Оберн вже був домом для деяких австрійських економістів, включаючи Роджера Гаррісона. Інститут Мізеса був афілійований з бізнес-школою Обернського університету до 1998 року, коли інститут побудував власну будівлю через дорогу від кампусу.
У 2006 році Кайл Вінгфілд написав коментар у The Wall Street Journal про те, що південь Сполучених Штатів був «природним домом» для інституту, оскільки «південці завжди не довіряли уряду», а Інститут зробив «Серце Діксі джерелом розумного економічне мислення». У 2016 році політолог Джордж Хоулі назвав Інститут Мізеса «інтелектуальним епіцентром радикального лібертаріанського руху в Сполучених Штатах».

## Сучасна діяльність
Інститут описує свою місію як «сприяння викладанню та дослідженням в австрійській економічній школі, а також індивідуальній свободі, чесній історії та міжнародному миру в традиціях Людвіга фон Мізеса та Мюррея Н. Ротбарда».
Його академічні програми включають Університет Мізеса (неакредитований), аспірантський семінар Ротбарда, Австрійську економічну дослідницьку конференцію та літню програму дослідницьких стипендій. У 2020 році Інститут Мізеса почав пропонувати аспірантську програму. Це призвело до створення дочірніх організацій по всьому світу, включаючи Бразилію, Німеччину, Південну Корею та Туреччину.
Німецький інститут Мізеса (нім. Ludwig von Mises Institut Deutschland e. V.) — заснована у 2012 році група інтересів і аналітичний центр лібертаріанських торговців золотом та інвестиційних радників, які були пов’язані з проживаючим у Швейцарії німецьким мільярдером Августом фон Фінком (1930–2021). Багато торговців золотом з компанії фон Фінка Degussa Goldhandel є активними членами правління інституту; вони відкидають міжурядову фіскальну політику та пропагують золото як «безпечну валюту».  Фон Фінк був активним в економічній політиці та критикував ЄС. Він взяв на себе витрати на експертні висновки видатних професорів, таких як Ганс-Вернер Зінн, за допомогою якого юрист і політик Петер Гаувайлер (ХСС) подав позов до Федерального конституційного суду Німеччини проти пакетів порятунку для Греції та євро. Інститут науково підтримується економістами та філософами, більшість з яких організовані в Товаристві Фрідріха А. фон Гаєка та/або Товаристві Мон Пелерен.

## Політичні та економічні погляди
Інститут Мізеса позиціонує себе як лібертаріанський і такий, що сприяє розвитку ідей австрійської економіки. Відповідно, у 2003 році Чіп Берлет з SPLC описав інститут як «головний центр, що просуває лібертаріанську політичну теорію та Австрійську школу вільної ринкової економіки».
Зокрема, Інститут Мізеса віддає перевагу методології мізесіанської праксеології («логіка людських дій»), яка стверджує, що економічна наука є дедуктивною, а не емпіричною. Розроблений Людвігом фон Мізесом, дотримуючись Methodenstreit, висунутого Карлом Менгером, він виступає проти математичного моделювання та перевірки гіпотез, які використовуються для обґрунтування знань у неокласичній економіці. Мізесіанська економіка є формою неортодоксальної економіки. Вона відрізняється від економіки інших австрійських економістів, включаючи Гаєка та тих, хто пов'язаний з Університетом Джорджа Мейсона.

### Потенційно екстремістські погляди
На початку 90-х австрійський економіст Стівен Горвіц назвав Інститут Мізеса «фашистським кулаком у лібертаріанській рукавичці».
У 2000 році звіт Південного правового центру бідності (SPLC) класифікував Інститут Мізеса як неоконфедеративний, «присвячений радикальному лібертаріанському погляду на уряд та економіку».

## Вплив на виборчі кампанії
Кендіс Джексон, яка працювала виконувачем обов’язків голови Управління з громадянських прав Департаменту освіти США під час адміністрації Трампа, раніше була літнім співробітником Інституту Мізеса.

## Відомі викладачі
- Волтер Блок — економіст австрійської школи та анархо-капіталіст; професор економіки в Університеті Нового Орлеана.
- Годфрі Блум — британський політик, колишній член Європейського парламенту
- Томас ДіЛоренцо — професор економіки в Університет Лойоли в Меріленді.
- Пол Готфрід — автор палеоконсерватор, колишній професор гуманітарних наук в Елізабеттаунський коледж
- Ганс-Герман Гоппе — філософ, палеолібертаріанець, професор бізнесу в Університеті Невади, Лас-Вегас, засновник Товариство власності та свободи
- Хесус Уерта де Сото — професор прикладної економіки в Університеті короля Хуана Карлоса.
- Пітер Кляйн — професор підприємництва та старший науковий співробітник Центру підприємництва та вільного підприємництва в Бейлорському університеті[25]
- Роберт П. Мерфі — економіст, Інститут енергетичних досліджень
- Ендрю Наполітано — експерт Fox News і колишній суддя
- Gary North (1942—2022) — співзасновник Християнський реконструктивізм та засновник Інституту християнської економіки
- Рон Пол — лікар, письменник і колишній конгресмен
- Ральф Райко (1936—2016) — історик і лібертаріанець, що спеціалізується на європейському класичному лібералізмі та австрійській економіці
- Мюррей Ротбард (1926—1995) — гетеродоксальний економіст, теоретик палеолібералізм, полеміст, історик-ревізіоніст, засновник анархо-капіталізм
- Джозеф Собран (1946—2010) — журналіст, дописувач до Американського відродження (журнал)|American Renaissance, викладач Інституту історичного огляду Institute for Historical Review; * Марк Торнтон (1946—2010) — історик, один із засновників American Renaissance.
- Марк Торнтон — економіст австрійської школи[26]
- Джеффрі А. Такер — економічний письменник
- Джозеф Т. Салерно — академічний віце-президент Інституту Мізеса, професор економіки в Університет Пейса, редактор Квартального журналу австрійської економіки
- Томас Вудс — історик, політичний коментатор і письменник
- Єрг-Гвідо Гюльсманн — німецький економіст